# Xã Whitewater, Quận Dubuque, Iowa
Xã Whitewater (tiếng Anh: Whitewater Township) là một xã thuộc quận Dubuque, tiểu bang Iowa, Hoa Kỳ. Năm 2010, dân số của xã này là 1.392 người.
Rượu Bàu Đá Hoàng Tử Đất Việt chuyên cung cấp Rượu Bàu Đá ở TP HỒ Chí Minh
www.vnruou.com
0904619151